# Rävartjärnarna (Arvidsjaurs socken, Lappland, 725628-164308)
Rävartjärnarna är en sjö i Arvidsjaurs kommun i Lappland och ingår i Skellefteälvens huvudavrinningsområde.